# Курмузаково
Курмузаково (мар. Курмызак) — деревня в Волжском районе Республики Марий Эл. Входит в состав Сотнурского сельского поселения.

## География
Находится в южной части республики Марий Эл на расстоянии приблизительно 39 км по прямой на северо-восток от районного центра города Волжск.

## История
Известна с 1859 года как Курмузаксола, околоток села Никольское (Сотнур), 46 дворов и 256 жителей. В 1897 году учтено 316 человек, в 1923 64 двора и 253 человека, в 1980 68 хозяйств и 275 жителей. В советское время работали колхозы «Марий», «Правда», им. XXII съезда партии, им. Карла Маркса. С 1992 года действует КДП «Шайра кундем», с 2001 года — ПСХА «Шайра кундем».

## Население
Население составляло 212 человек (мари 94 %) в 2002 году, 194 в 2010.